# 全国山河一片红

全国山河一片红

全国山河一片红，有时也被称为全国江山一片红，简称小一片红（有别于此邮票前设计版本“大一片红”），邮票目录编号W20，是中国人民邮政原计划于1968年发行的一套一枚邮票，由万维生设计。
邮票图案前方为工农兵手持《毛主席语录》，背景为中华人民共和国地图，其中除台灣以外的中国大陆部分被标为红色，并印有“全国山河一片红”的字样，发行的目的是为了纪念和庆祝当时全国29个省、自治区、直辖市都成立了革命委员会。
邮票本规定在1968年11月25日发行，但在北京等地提前发行和出售。而后被中国地图出版社编辑陈潮发现该地图的中国和蒙古、缅甸、不丹的国界线与官方国界线不符，而且没有画出南海诸岛，陈潮把这一错误向邮电部反映，邮电部迅速下令各地邮局停止销售该邮票。
该邮票停止发行后，仍有少量邮票流入市场，后来成为中国的众多集邮珍品之一。据邮票设计者万维生所知，“全国山河一片红”流出市面仅过两三千枚。
2009年10月31日，一枚大幅“全国山河一片红”郵票在香港的拍賣會以368萬港元成交，創下了當時中國郵票單枚最高拍賣成交價紀錄。